# Ampelocissus abyssinica
Ampelocissus abyssinica — вид квіткових рослин з родини виноградових (Vitaceae). Ареал охоплює такі країни: Ангола, Бурунді, Камерун, Центральноафриканська Республіка, ДР Конго, Екваторіальна Гвінея, Еритрея, Ефіопія, Габон, Нігерія, Судан, Південний Судан, Танзанія, Уганда. Це витка рослина, яка росте переважно у вологому тропічному біомі.